# La Tramontana, periodich polític vermell
La Tramontana, periodich polític vermell o La Tramontana, periodich vermell fou un periòdic publicat des de 1881 fins a 1896. Publicació de llengua catalana de caràcter anarquista, entre els seus membres en destaca la figura de Josep Llunas i Pujals que, a més de fundador, es va convertir en propietari de la publicació en 1887. Amb continguts força plurals, s'hi poden trobar articles de pensaments vinculats al republicanisme, federalisme, lliure pensament, maçoneria, anarquisme, obrerisme, anticlericalisme i catalanisme convertint-se en un altaveu de diferents moviments d'oposició a restauració borbònica.
El primer número és del 16 de febrer de 1881. Patí diverses suspensions entre les quals cal destacar la del desembre de 1893, que durà fins al gener de 1895. Se'n publicaren 717 números fins al juny de 1896. En aquesta data el periòdic va ser suspès i en Josep Llunas i Pujals empresonat. Hi van col·laborar Eudald Canivell, Cels Gomis i Emili Guanyabens. Reaparegué durant poc temps l'octubre de 1903. En el núm 2 de la quarta època (31 d'octubre de 1903) deia: "Aquest número, porta retrás, perqué nos han denunciat lo grabat i un article". En aquesta quarta època hi signen articles Samuel Torner i Josep Mas i Gomeri entre d'altres.
Imprès a 'La Academia', establiment fundat el 1877 pel federal Evarist Ullastres, era una impremta molt lligada als grups anarquistes de l'època i, especialment, a Josep Llunas i Pujals i Anselmo Lorenzo i on també s'hi publicaren, entre altres coses, revistes tan significatives com El productor (1887-1893).